# André Fleury
Pour les articles homonymes, voir Fleury.
Cet article possède un paronyme, voir André de Fleury.
André Fleury, né le 25 juillet 1903 à Neuilly-sur-Seine et décédé le 6 août 1995 au Vésinet, est un organiste, compositeur, pianiste et pédagogue français.

## Repères biographiques
André Fleury reçoit sa formation musicale comme élève privé de Henri Letocart (un ancien élève de César Franck), et, plus tard, d'André Marchal et de Louis Vierne. Au Conservatoire de Paris, il étudie l'orgue avec Eugène Gigout et reçoit son premier prix d'exécution et d'improvisation à l’orgue avec le successeur de Gigout, Marcel Dupré, en 1926.
Il étudie la composition avec Paul Vidal. En 1920, André Fleury devient l’assistant de Gigout à la tribune de Saint-Augustin à Paris, puis celui de Charles Tournemire à Sainte-Clotilde. Il est nommé organiste titulaire de Saint-Augustin en 1930. Il ne fera pas la seconde guerre mondiale pour raisons de santé, étant atteint de la tuberculose.
En 1941, il est nommé professeur d'orgue à l’École normale de musique de Paris. Après la deuxième guerre mondiale, André Fleury et son épouse quittent Paris pour des raisons de santé, et s’installent à Dijon. En novembre 1948, il succède à Émile Poillot en tant qu'organiste titulaire de la cathédrale de Dijon et professeur de piano au conservatoire de Dijon, dont il crée la classe d’orgue en 1950.
En 1971 il accepte l'invitation de Jean Guillou de devenir organiste co-titulaire de Saint-Eustache à Paris. Il est également nommé professeur d'orgue à la Schola Cantorum et organiste titulaire de la cathédrale Saint-Louis de Versailles, tribune qu'il partage avec Jean-Pierre Millioud de 1978 à 1986. Président d'honneur et fondateur des Amis de l'orgue de Versailles et de sa région de 1980 à 1995.
Décédé en 1995, à l'âge de 92 ans, il est enterré à Arcy-sur-Cure.

## Le musicien
Il a écrit une centaine de pièces pour orgue (un grand nombre à destination de la liturgie), quelques-unes sont encore inédites, quelques pages pour piano, deux mélodies et un chœur. Ayant donné de nombreux récitals en Europe, on lui doit aussi, en tant que concertiste, la création en première audition historique de plusieurs œuvres pour orgue telle que la Sonate de Darius Milhaud, le Scherzo de Maurice Duruflé, La Nativité du Seigneur d’Olivier Messiaen (deuxième audition).
Il a eu entre autres Bernard Gavoty, Pierre Cochereau, Daniel Lesur, Paul Coueffé, Michel Colin, Pierre Cogen, Hervé Désarbre, François Lemanissier, et Christophe Simon, comme élèves.

## Compositions

### Orgue solo
- Allegro symphonique (1927)
- Prélude et Fugue no 1 (1928)
- Vingt-quatre pièces pour orgue ou harmonium (1930-1933)
- Prélude, Andante et Toccata (1931/1932)
- Pièce sans titre (à Odette et Jean Degouy) (1933)
- Postlude (dernière des 24 pièces - arrangé pour Grand Orgue) (1935)
- Symphonie no 1 (1938/1943)
- Pastorale (1941)
- Divertissement sur un Noël (1941)
- Variations sur Adeste Fideles (1942)
- Pour la Pentecôte, Veni Sancti Spiritus (1943)
- Toccata sur l'Ite Missa Est pascal (1944)
- Versets sur le Veni Creator (1945)
- Carillon sur le Victimae Paschali Laudes (1945)
- Offertoire pour l'Ascension (1945)
- Offertoire sur deux Noëls (1945 - 1946)
- Sortie sur un vieux Noël (1945 - 1946)
- Symphonie no 2 (1946/1947)
- Variations sur Haec Dies (1946)
- Postlude (en Ré) (1947)
- Paraphrase sur l'Alleluia de la Messe de Pâques (1947)
- Prélude à l'Introït (1947)
- Offertoire (1947)
- Sortie pascale (O Filii) (1947)
- Prélude sur l'Introït Resurrexi (1949)
- Vexilla Regis (1949, non publié)
- Messe pour la fête de tous les saints (1954)
- Prélude à l'Introït VXIe dimanche après la Pentecôte (1954)
- Psaume pour les morts de la guerre (1954)
- Prélude et Fugue no 2 (1957-1959)
- Variations sur un Noël bourguignon (1959-1960)
- Offertoire pour une messe de la Sainte Vierge (Ave Maria) (1959)
- Entrée pour le XVIe dimanche après la Pentecôte (1961)
- Offertoire pour le XVIe dimanche après la Pentecôte (1961)
- Elévation pour le XVIe dimanche après la Pentecôte (1962)
- Communion pour le XVIe dimanche après la Pentecôte (1963)
- Postlude pour le XVIe dimanche après la Pentecôte (1965)
- Sept pièces (1967)
- Fantaisie (Honos alit artes) (1969)
- Prélude, Cantilène et Final (1981)
- Transcription du Vézinet de Rameau (1983)
- Versets sur l'hymne Lucis Creator (1990)
- Pièce sans titre Tampon (1993)

### Orgue avec instrument
- Marche pour orgue et trompette (1980)
- Méditation pour orgue et violoncelle (1988, non publié)

### Piano Solo
- Trois pièces (1946/1947)
- Quatre pièces brèves (1951)
- Trois pièces (1953)

### Œuvres non datées
- Versets sur l'hymne Lucis Creator pour orgue
- Trois versets sur A Solis Ortus Cardine pour orgue
- Transcription de la Berceuse extr. de Dolly (Fauré) pour orgue
- Sujets de fugues, thèmes d'improvisation (P. Cochereau, M. Dupré)
- Prélude à l'Introït / XVIe dimanche après la Pentecôte pour orgue
- Mouvements de trio avec piano
- Magnificat du 8e mode pour orgue
- In memoriam Louis Vierne pour orgue
- Finale des Variations sur O Filii pour orgue
- Esquisses d'une pièce en hommage à Jehan Alain pour orgue
- Esquisse du 3e mouvement d'un Triptyque pour orgue
- Chœur "A Jésus ouvrier"

## Discographie
- Jacques Kauffmann, à l'orgue de la cathédrale d'Auxerre (plusieurs CD : Prélude et fugue en fa mineur, Variations sur un noël bourguignon, Messe de la Toussaint...) - Studio SM.
- Denis Comtet, à l'orgue de St François-Xavier, Paris (Symphonie no 2, Prélude, andante et toccata...) - Aeolus.
- François Lemanissier, aux orgues des églises de Saint-Lô (Variations sur un noël bourguignon, Prélude, cantilène et final, Pour la Pentecôte, Prélude, andante et toccata) - Triton.
- Graham Barber à l'orgue de Salisbury (Prélude, andante et toccata) - Priory.
- Hommage à André Fleury : Hervé Désarbre, François Lemanissier, Christophe Simon, Amaury Sartorius, Jean-Pierre Millioud, à l'orgue de la cathédrale de Versailles (Prélude, andante et toccata, noëls, Prélude, cantilène et final) - Intégral Classic.
- Marie-Andrée Morisset-Balier, à l'orgue de Saint-Ouen de Rouen (Prélude, cantilène et final) - Mottete.
- Pierre Cochereau, à l'orgue du Boston Symphony Hall (Modéré et expressif) - Haydn House.
- Pauline Koundouno-Chabert, à l'orgue de la cathédrale d'Agen (variations sur O Filii) - Psalmus.
- Cherry Rhodes, à l'orgue de la Chicago Queen of All Saints Basilica (Variations sur un noël bourguignon) - Pro Organo.
- Suzanne Chaisemartin, à l'orgue de Saint-Augustin (Variations sur un noël bourguignon) - Aeolus.
- Ken Kowan, à l'orgue de la cathédrale de Tolède (Variations sur un noël bourguignon) - JAV.
- Frédéric Blanc, orgue Cavaillé-Coll de Notre-Dame d'Auteuil, Paris, 24 pièces, Aeolus.

## Décorations
- Commandeur de l'ordre des Arts et des Lettres Il est fait commandeur lors de la promotion du 21 décembre 1993[1].